# 1 m²
1 m² (Un metro cuadrado) è il quinto album del gruppo spagnolo Jarabe de Palo, pubblicato nel 2004.

## Tracce
1. 1m2 (Sólo o bien acompañado) – 3:25
2. Romeo y Julieta (No eran de este planeta) – 4:19
3. Dicen – 4:17
4. Mi diario personal – 4:35
5. Que bueno que bueno – 4:13
6. El café de la morena – 3:26
7. Menos que un amor, más que un amigo – 3:45
8. Escriban más canciones – 6:00
9. Entre las barcas – 3:51
10. Sale a escena – 2:49
11. Cry (If You Don't Mind) – 2:42

## Formazione

### Gruppo
- Pau Donés - voce, chitarra

### Altri musicisti
- Joe Dworniak - basso
- Pedro Barcelo - batteria, percussioni
- Charlie Cepeda - chitarra
- Juan Gomez - chitarra flamenco
- Joserra Senperena - tastiera
- Danny Cummings - percussioni
- Manolo Martinez Del Fresno - violoncello

## Classifiche
| Classifica (2005) | Posizione massima |
| ----------------- | ----------------- |
| Spagna            | 48                |